# Водолій (телесеріал)
«Водолій» (англ. Aquarius) — американський драматичний серіал, заснований на реальних подіях, що відбувалися наприкінці 1960-х років у Лос-Анджелесі. Крім персонажів, які мають реальні прототипи, в подіях беруть участь і вигадані: зокрема, детектив Сем Год'як, роль якого виконав Девід Духовни.
«Водолій» був створений Джоном Макнамарою для каналу NBC. Він виходив в ефір з 28 травня 2015-го по 10 вересня 2016 року. У 2015 році проєкт здобув премію «Вибір телевізійних критиків» як найзахопливіший новий серіал. 1 жовтня 2016 року NBC скасував серіал після другого сезону.

## Огляд
Події серіалу розпочинаються в Лос-Анджелесі 1967 року. Вигаданий детектив Сем Год'як розслідує справу зниклої дівчини Емми Карн, йому допомагає молодий колега Браян Шейф із відділу боротьби з незаконним оборотом наркотиків. Год'як стикається Чарльзом Менсоном та членами його сумнозвісної «сім'ї», групи хіпі, які слідкують за Менсоном, і детектив з'ясовує, що зникла дівчина — серед них.
Перший сезон обертається навколо зростаючого впливу Менсона, тоді як другий — зосереджується на вбивстві акторки Шерон Тейт та її гостей і вірі Менсона в майбутню міжрасову війну.

## Акторський склад

### Основний склад
- Девід Духовни — Сем Ґод'як
- Грей Деймон — Браян Шейф
- Ґетін Ентоні — Чарлз Менсон
- Емма Дюмон — Емма Карн
- Клер Голт — Чармейн Таллі
- Мікаела Макманус — Грейс Карн
- Браян Ф. О'Бирн — Кен Карн
- Ченс Келлі — Ед Катлер
- Ембер Чилдерс — Седі (Сьюзен) Аткінс
- Медісен Біті — Петті (Патрісія) Кренвінкел
- Кемерон Дін Стюарт — Текс Вотсон

## Список епізодів
| Сезон | Сезон | Епізоди | Прем’єрний показ | Прем’єрний показ |
| Сезон | Сезон | Епізоди | початок          | завершення       |
| ----- | ----- | ------- | ---------------- | ---------------- |
|       | 1     | 13      | 28 травня 2015   | 22 серпня 2015   |
|       | 2     | 13      | 16 червня 2016   | 10 вересня 2016  |

## Відгуки критиків
Перший сезон «Водолія» має на Metacritic 58 балів зі ста, що засновано на 36 відгуках критиків.